# Majk Spirit

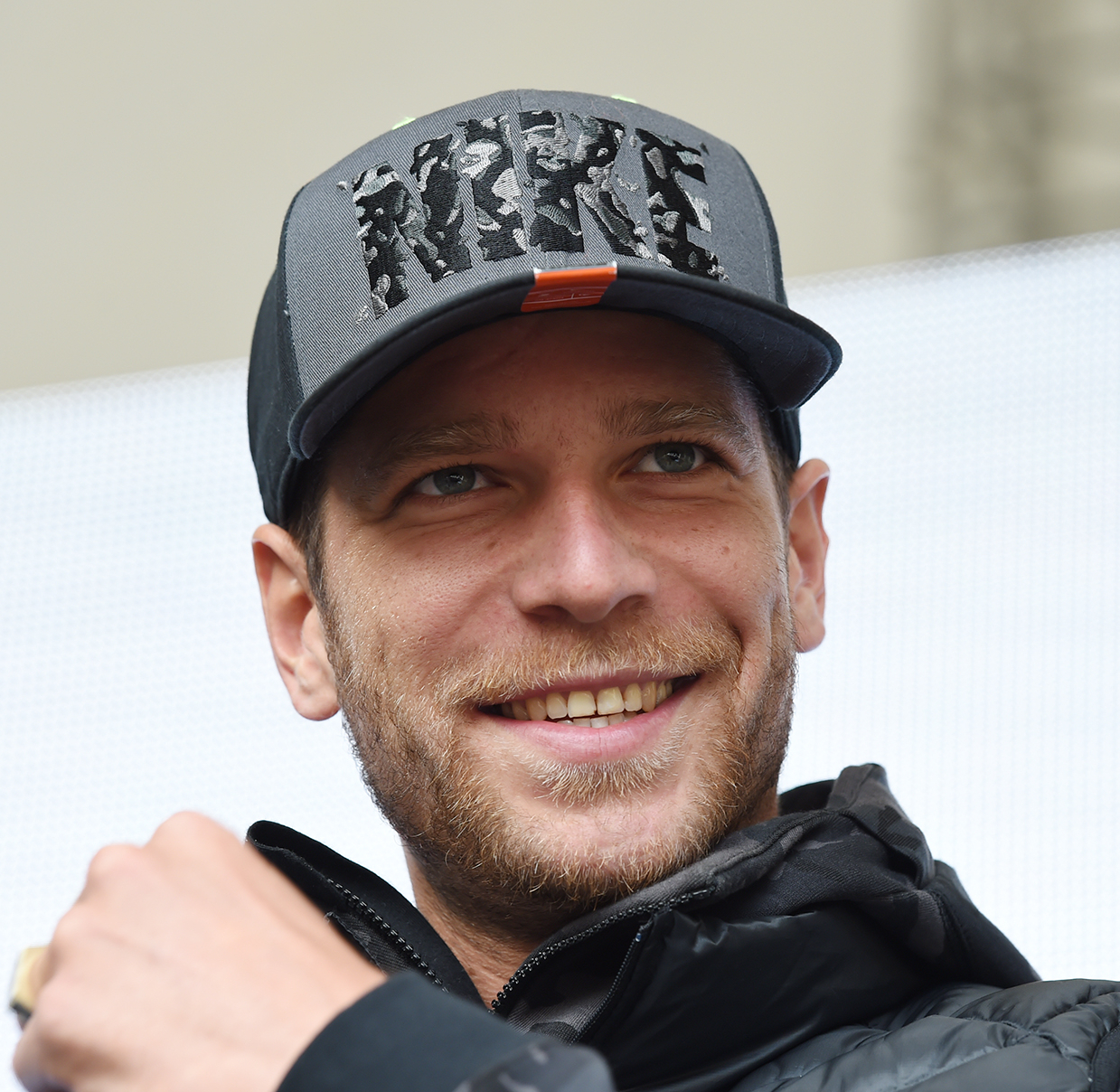
Majk Spirit

Majk Spirit (bürgerlich: Michal Dušička; geboren am 28. August 1984 in Bratislava, Tschechoslowakei) ist ein slowakischer Rapper und Mitglied der Gruppe H16. Er steht seit 2010 beim Indie-Label BeatBan unter Vertrag.
Unter anderem brachten es Musikvideos wie das im Jahr 2014 erschienene Primetime auf der Videoplattform YouTube zu größerer internationaler Aufmerksamkeit. Das Video zählt mittlerweile rund 23 Millionen Aufrufe (Stand: September 2017).

## Diskographie
Studioalben
- 2011: Nový človek (Neuer Mensch)
- 2015: Y Black (Y Schwarz)
- 2015: Y White (Y Weiß)
- 2018: Nie som tu náhodou
- 2020: Artist (mit Grimaso; Platz 1 in der Slowakei)